# Света Неделя (Галатища)
Вижте пояснителната страница за други значения на Света Неделя.
„Света Неделя“ (на гръцки: Εξωκκλήσι Αγίας Κυριακής, катаревуса Ἐξωκκλήσιον Ἁγίας Κυριακῆς) е православна църква в паланката Галатища, Халкидики, Гърция, част от Йерисовската, Светогорска и Ардамерска епархия, енория „Успение Богородично“. Построена е в 1869 година край Галатища. Представлява еднокорабна базилика с нартекс и размери 13,20 m на 6,20 m.